# Władysław Matuszkiewicz
Władysław Józef Matuszkiewicz (ur. 11 kwietnia 1921 we Lwowie, zm. 11 października 2013 w Grodzisku Mazowieckim) – polski botanik, fitosocjolog.

## Życiorys
Syn Władysława Filipa i Marii Stefanii Matuszkiewicz. Dzieciństwo spędził w Częstochowie, a w połowie lat 30. powrócił wraz z rodziną do Lwowa. Uczęszczał do VIII Państwowego Gimnazjum im. Króla Kazimierza Wielkiego we Lwowie. Uczęszczał na kurs w Instytucie Wyższej Kultury Religijnej we Lwowie. Zdał maturę w 1939. W lipcu 1939 brał udział w pracach budowlanych przy umocnieniach obronnych wokół Wizny.
W czasie okupacji niemieckiej podczas II wojny światowej pracował w Instytucie Tyfusowym prof. Rudolfa Weigla (gdzie poznał swą przyszłą żonę). Ukończył studia na Uniwersytecie Jana Kazimierza we Lwowie (z którym był związany od 1938, początkowo jako wolny słuchacz) na tajnych nauczaniach. Uczeń profesora Stanisława Kulczyńskiego. W 1945 we lwowskim kościele ojców bernardynów wziął ślub z Anielą Sadłowską. W 1945 był kierownikiem stacji botaniczno-klimatycznej w Dublanach przy Katedrze Botaniki Wydziału Rolno-Lasowego Politechniki Lwowskiej.
W 1946 wyjechał ze Lwowa do Wrocławia, gdzie podjął pracę na tamtejszym uniwersytecie. W 1946 urodził jego syn Jan Marek. W 1947 przeniósł się na Uniwersytet Marii Curie-Skłodowskiej w Lublinie (Wydział Farmaceutyczny oraz Wydział Rolny). Wskutek zmian organizacyjnych przez krótki okres pracował na Akademii Medycznej i Akademii Rolniczej. W 1949 urodziła się jego córka Aniela Jadwiga Matuszkiewicz. W 1952 przeszedł na Uniwersytet Warszawski, zajmował się rozwijaniem Białowieskiej Stacji Geobotanicznej Uniwersytetu Warszawskiego w Białowieży. Na początku 1953 przeprowadził się z rodziną do Milanówka.
Wieloletni wykładowca na Uniwersytecie Warszawskim. W latach 1953–1979 kierownik Zakładu Fitosocjologii i Ekologii Roślin, a w latach 1969–1972 dyrektor Instytutu Botaniki Uniwersytetu Warszawskiego. Od 1980 do przejścia na emeryturę był kierownikiem Zakładu Biogeografii w Instytucie Geografii i Przestrzennego Zagospodarowania im. S. Leszczyckiego Polskiej Akademii Nauk.
Przewodniczący Komitetu Obywatelskiego „Solidarności” w Milanówku. Jeden z założycieli liceum społecznego w Milanówku. Prowadził wykłady z historii Kościoła w milanowskiej rzymskokatolickiej Parafii Św. Jadwigi Śląskiej. 30 września 2004 zmarła jego żona Aniela Matuszkiewicz, a 6 kwietnia 2005 córka Aniela Jadwiga Matuszkiewicz.

## Kariera naukowa
- magister Uniwersytetu Jana Kazimierza (1944)
- doktor Uniwersytetu Marii Curie-Skłodowskiej (1947)
- habilitacja na Uniwersytecie Jagiellońskim (1952)
- profesor nadzwyczajny od 1955
- profesor zwyczajny od 1972

Członek Polskiego Towarzystwa Botanicznego od 1946 (Krajowy Członek Honorowy), członek Zarządu Głównego PTB (1965–1981), przewodniczący Sekcji Geobotaniki PTB (1965–1984).
Współpracownik profesora Tüxena z Niemiec. W latach 1953–1992 członek Komitetu Botaniki Polskiej Akademii Nauk, oraz Komitetu Ekologii PAN w latach 1953–1983. W latach 1976–1984 członek Centralnej Komisji Kwalifikacyjnej ds. Kadr Naukowych. Członek International Association for Vegetation Science od 1997.

## Odznaczenia
- Krzyż Kawalerski Orderu Odrodzenia Polski (1973),
- Medal „Za Zasługi dla Milanówka” (1990),
- Medal 40-lecia Polski Ludowej (1984),
- nagroda im. R. Tüxena Miasta Rinteln (1987),
- nagroda PAN (1990).
- w 1995 odznaczony wraz z żoną Medalem „Za Długoletnie Pożycie Małżeńskie”.

## Publikacje
Jego sztandarowym dziełem jest Przewodnik do oznaczania zbiorowisk roślinnych Polski. Jest autorem wielu dzieł z dziedziny fitosocjologii i ekologii roślin. Tłumacz niemieckich botanicznych prac naukowych na język polski.